# Gabrielle Drake
Pour les articles homonymes, voir Drake.
Gabrielle Drake est une actrice britannique née le 30 mars 1944 à Lahore (Inde britannique, aujourd'hui Pakistan).
Elle est principalement connue pour avoir tenu le rôle du lieutenant Gay Ellis dans la série de science-fiction UFO, alerte dans l'espace, en 1970. Elle est la sœur aînée du musicien folk Nick Drake décédé en 1974 dont elle a continué à promouvoir l'œuvre discographique.

## Biographie et Enfance
Fille d'un ingénieur d'import export, Rodney Drake, et de la chanteuse Molly Drake, elle passe sa petite enfance en Birmanie, Inde et Orient. La famille retourne en Angleterre près de Stratford sur Avon quand elle a 8 ans. Elle fait ses études à la Wycombe Abbey School of Girls à Wycombe. Ensuite, elle devient jeune fille au pair à Paris. Elle décide de devenir comédienne et rejoint la Royal Academy for Dramatic Arts, puis l'Everyman Theatre à Liverpool.

## Carrière
Après trois années à l'Everyman Theatre, elle devient la plus jeune membre de la Malvern Theatre Company. Elle rejoint la Birminghan Repertory Company. Sa carrière théâtrale passe par le Royal Exchange de Manchester, le Bristol Old Vic, la New Shakespeare Company et le Young Vic. Elle joue les pièces The Cherry Orchard, Titus Andronicus, A Phoenix Too Frequent et Comedy of Errors.
Elle poursuit sa carrière en guest star dans les séries télévisées Chapeau melon et bottes de cuir, Le Saint, Les Champions et Les Professionnels, et elle devient l'une des vedettes de la série de science-fiction UFO, alerte dans l'espace dans le rôle du lieutenant Gay Ellis.
Avec Tracy Reed et Jane Merrow, elle tente sa chance pour jouer le rôle de Tara King dans Chapeau melon et bottes de cuir que Linda Thorson obtient.
Elle apparaît au cinéma dans des rôles déshabillés dans des films érotiques au début des années 1970.
Après Le Saint à la télévision, elle retrouve Roger Moore dans Double jeu  d'Alvin Rakoff.
Elle a participé en 1967 et en 2009 (dans des rôles différents) au plus ancien feuilleton du Royaume-Uni, Coronation Street , qui a débuté en 1960, et comporte à ce jour 64 saisons et près de 11 000 épisodes.

## Vie privée
Mariée en mars 1977 avec Louis Hosia de Wet jusqu'à son décès le 8 septembre 2018.
Elle vit depuis 1983 dans une abbaye médiévale dans les Midlands : Wenlock Abbey, dans Munch Wenlock (Shropshire).

## Théâtre
- 1964 : The Importance of Being Earnest, Everyman Theatre, Liverpool : Cecily
- 1966 : Edward II. Everyman Theatre, Liverpool : La Reine Isabelle
- 1967 : Cyrano de Bergerac, Open Air Theatre, Londres : Roxanne
- 1974-1975 : Cowardy Custard, Bristol Old Vic, Bristol
- 1975 :  Jeeves d' Andrew Lloyd Webber et Alan Ayckbourn : Madeline Bassett
- 1978 :  French Without Tears au Litte Theatre, Bristol: Lavinia
- 1979 :  Cindirella , Royal Exchange Theatre, Manchester : Cendrillon
- 1979 :  The Cherry Orchard, mise en scène de Caspar Wrede
- 1981 :  Androcles and the Lion, Regent's Park Open Air Theatre, Londres
- 1982-1986 : Noises Off
- 1983-1986 : Look, No Hans! mise en scène de Mike Ockrent, Theatre Royal, Bath.
- 1986-1987 : :  Court in the Act de Maurice Hennequin joué au  Yvonne Arnaud Theatre, Guildford, puis Theatre Royal, Bath, et Phoenix Theatre, Londres : Madame Gobette
- 1987-1988 : The Importance of Being Earnest (nouvelle version) mise en scène de Donald Sinden, Royalty Theatre, Londres
- 1988 :  How the Other Half Loves Greenwich Theatre, puis Duke of York's Theatre: Fiona Foster
- 1990-1991 :  Risky Kisses, Theatre Royal, Bath.
- 1991 :  La Marraine de Charley, Mobil Touring Theatre
- 1993 :  Present Laughter, mise en scène de Tom Conti, Global Theatre, Londres
- 1995 :  Cavalcade, mise en scène de Dan Crawford, King's Head Theatre
- 1996 :  Lady in Windermere's fan, Royal Exchange Theatre, Manchester : Mrs Erlynne
- 1999 :  The White Devil, mise en scène de Paul Kerryson, Haymarket Theatre, Leicester : Vittoria
- 1999 :  A Penny for a song, mise en scène de John Whitting, Oxford Stage Company : Hester Bellboys
- 2000 :  The Ghost Train Tattoo , Royal Exchange Theatre, Manchester : Anna
- 2001 :  Loot, Royal Exchange Theatre, Manchester : Fay
- 2001 :  Time and the Conways de J.B. Priesley , Royal Exchange Theatre, Manchester : Mrs Conway
- 2002 :  Les Rivaux, mise en scène de Kate O'Mara, British Actor's Theatre Company en tournée : Mrs Malaprop
- 2004 :  The Importance of Being Earnest 3e version, Royal Exchange Theatre, Manchester : Lady Bracknell
- 2005-2010 :  Dear Scheherazade : Elizabeth Gaskell
- 2006 :  What Every Woman Knows (en), Royal Exchange Theatre, Manchester : Comtesse de la Briere
- 2010-2011 : :   Beloved Clara, Wigmore Hall, Londres

## Filmographie

### Cinema
- 1967 : The Man Outside (en) de Samuel Gallu : BEA Girl
- 1970 : Une fille dans ma soupe (There's a Girl in My Soup) de Roy Boulting : Julia Halforde-Smythe
- 1969 : Double jeu (Crossplot) d'Alvin Rakoff : Celia
- 1970 : Chambres communicantes (Connecting Rooms) de Franklin Gollings : Jean
- 1970 : Une fille dans ma soupe (There's a Girl in my Soup) de Roy Boulting : Julia Halforde-Smythe
- 1971 : Crash (court métrage) d' Harley Cokeliss : rôle sans nom
- 1972 : Caresses intimes (Suburban Wives) de Derek Ford : La secrétaire
- 1972 : Au pair girls  de Val Guest : Randi Lindstrom
- 1972 : Maris en quête de sensations (Commuter Husbands) de Derek Ford : The story telleer-The Wife
- 1976 : Red (court métrage) d' Astrid Frank : Troubador
- 1980 : All About a Prima Ballerina  de Vladek Sheybal : Barbara
- 1995 : The Steal  de John Hay : Anthea

### Télévision
- 1963 : Best of Friends (épisode : Jack in the Box) : rôle sans nom
- 1966 : Intrigue (série télévisée) (épisode : Take the Money and Shut Up) : Polly Girdstone
- 1967 : Coronation Street  (épisodes 676 à 679) : Inga Olsen
- 1967 : Chapeau melon et bottes de cuir (The Avengers) (épisode "Le tigre caché") : Angora
- 1967 : Haunted (épisode : The Chinese Butterfly) : Virginia Land
- 1967 : Love Story (épisode : Breach of Promise) : Susannah
- 1967 : The World of Wooster (épisode : Jeeves and the Fixing of Freddie) : Elizabeth Vickers
- 1967 : A Man of our Times (épisode : The Dream Time) : Penny
- 1968 : Virgin of the Secret Service (épisode : Russian Roundabout) : Comtesse Irene Kolinsky
- 1968 : Le Saint (The Saint) (épisode Le noyé) (The best laid scheme) : Diana Flemming
- 1968 : Les Champions (The Champions) (épisode "L'espion") (Full Circle) : Sarah
- 1968 : Virgin of the Secret Service (épisode : Russian Roundabout) : Comtesse Irene Kolinsky
- 1968 : For Amusement Only (épisode : The Ticket) : La secrétaire
- 1968 : Journey to the Unknow (épisode : The Beckoning Fair One) : Kit Beaumont
- 1968 : ITV Playhouse (épisodes : Who is Sylvia? : Daphné; The Tycoon : Jean)
- 1970 : Special Branch (épisode : Sorry is Just a Word) : Karolina Novakova
- 1970-1971 : UFO, alerte dans l'espace(UFO) : Lieutenant Gay Ellis
- 1971 : Man at the Top (épisode : Join the Human Race) : Fiona Ingle
- 1971 : Kate (série télévisée) (épisode : From a stranger) : Barbara
- 1971 : Misleading Cases (épisode : Regina versus Sagitarius) : Miss Sweet
- 1972 : Villains (épisode : Bernie) : Tina
- 1972 : A man without friends (téléfilm)  de John Jacobs : Mandy
- 1973 : L'aventurier (The Adventurer) (épisode : The Good Book) : Marian
- 1973 : Omnibus (épisode : The British Hero) : Tiffany Case
- 1973 : The two Ronnies (épisode : The Two Ronnies Old Fashioned Christmas Mystery) : Emma
- 1974 : Village Hall (série télévisée) : rôle sans nom
- 1972-1974 : The Brothers 39 épisodes : Jill Hammond/Jill Williams
- 1975 : Angoisse (série télévisée) (Thriller) (épisode "Une pierre, deux coups) (Kill two birds) : Tracy
- 1976 : Wodehouse Playhouse (épisode : The code of the Mulliners) : Aurelia Cammarleigh
- 1977 : Chapeau melon et bottes de cuir (The New Avengers) (épisode Méfiez-vous des morts ) (Dead men are dangerous) : Penny Redfern
- 1977 : Cross Now (téléfilm) d' Andrew Wilson : Angela Ponsford
- 1977 : The Upchate Line (épisode : Home is the hunter) : Angela Hardcastle
- 1978 : Les professionnels (The Professionnals) (épisode : Close Quarters) : Julia
- 1978 : Do You Remember?  (épisode : The File of Harry Jordan) : Kate Harvey
- 1983 : Number 10 (en)  (épisode : The Iron Duke) : Harriet Arbuthnot
- 1979-1983 : Kelly Monteith (13 épisodes) rôle sans nom
- 1984 : Never the Twain  2 épisodes : Caroline Montague
- 1985 : Great Performances  (épisode : The importance of being earnest) : Gwendolen Fairfax
- 1985-1986 : Crossroads (en) 4 épisodes : Nicola Freeman
- 1988 : Mr. H Is Late (téléfilm)  d' Eric Sykes : Miss H
- 1989 : Ffizz (série télévisée) 2 épisodes : Mrs Gosling
- 1995 : Medics (série télévisée) 5 épisodes : Dr. Diana Hardy
- 2000 : Médecins de l'ordinaire (Peak Practice)  (épisode : Playing God) : Viv Wilson
- 2003-2005 : Meurtres à l'anglaise (The Inspector Lynley Mysteries) (épisodes : A Suitable vengeance et In the guise of death) : Lady Asherton;
- 2005 : Peter Warlock: Some Little Joy (téléfilm)  de Tony Britten : Edith Buckley-Jones
- 2006 : Heartbeat  (épisode : Judgement Day) : Lady Lonsdale
- 2009 : Boy Meets Girl (saison 1 épisode 2) : Myriam
- 2009 : Coronation Street (épisodes 7089 et 7091) :   Vanessa
- 2009 : The Royal  (épisode : These Foolish Things) : Margo Price
- 2011-2012 : Doctors (épisodes : Relax and rejuvenate : Bella Smith; Known Impediment : Judith Templeman